# Jarlarnas flykt
Jarlarnas flykt var en viktig händelse i Irlands historia. 
I början av 1600-talet fullbordades slutligen Tudorerövringen av Irland. 
I september 1607 flydde Hugh O'Neill, 2:e jarl av Tyrone och Rory O'Donnell, 1:e jarl av Tyrconnel från Rathmullan vid Lough Swilly i Donegal tillsammans med 90 anhängare. 
Jarlarna återvände aldrig till Irland, och det maktvakuum de efterlämnade kunde fyllas av engelsmännen. Därmed lades grunden för bosättningen i Ulster, där iriska katoliker fördrevs från Ulster och ersattes av engelska och skotska protestanter som tilldelades jord och kom att utgöra den styrande angloirländska klassen, Protestant Ascendancy.
I Draperstown finns en permanent utställning till minne om jarlarnas flykt och bosättningen i Ulster. Man har även invigt ett center till minne av jarlarnas flykt i Rathmullan.